# Paroxacis recendita
Paroxacis recendita là một loài bọ cánh cứng trong họ Oedemeridae. Loài này được Arnett miêu tả khoa học năm 1951.